# Organon & Co.
Organon & Co. (NYSE: OGN) — американська фармацевтична компанія зі штаб-квартирою в Джерсі-Сіті, Нью-Джерсі. «Organon» спеціалізується в таких основних терапевтичних сферах: репродуктивна медицина, контрацепція, психіатрія, замісна гормональна терапія (ЗГТ) і анестезія. Organon продає свою продукцію на міжнародних ринках.

## Історія
Компанія «Organon» була заснована у 1923 році доктором Саалом ван Званенбергом в місті Осс, Нідерланди, як окрема частина заводу «Zwanenberg's fabrieken». Першим продуктом став інсулін у 1923 році. У тридцяті роки компанія виробляла естрогени.
У 1948 році «Organon» придбав дослідницький центр «Newhouse» у Шотландії. Виробництво кортизону було розпочато в 1953 році.
У 1962 році компанія купила акції «Nederlandsche Cocaïnefabriek». Назва компанії була змінена на «Koninklijke Zwanenberg-Organon» (KZO), і вона об’єдналася з виробником волокна AKU в 1969 році, щоб перетворитися на AKZO, пізніше «Akzo Nobel». Organon був бізнес-підрозділом «Akzo Nobel», що займався охороною здоров’я людини. У 2004 році «Organon» придбав компанію «Діосинт», яка займалась виробництвом активних фармацевтичних інгредієнтів.
У листопаді 2007 року «Schering-Plough» придбала у «Akzo Nobel» «Organon BioSciences» і ветеринарну фармацевтичну компанію «Intervet». «Schering-Plough» перевела «Organon» до своєї штаб-квартири в Нью-Джерсі. Через два роки «Schering-Plough» об'єдналася з «Merck & Co.», відомою як «Merck Sharp & Dohme» або MSD за межами Сполучених Штатів і Канади.
У лютому 2020 року розпочалася підготовка до відділення частини активів «Merck» у самостійну компанію «Organon & Co.». Процес завершився у червні 2021 року розміщенням акцій «Organon» на Нью-Йоркській фондовій біржі.